# حسن ظاظا
حسن ظاظا (1919-1999). حسن محمد توفيق ظاظا، عالم مصري عُدّ من أشهر المختصين في اللغة العربية واللغات السامية، لاسيما العبرية التي يقف في الطليعة من أساتذتها والخبراء فيها، وفيما يتصل بها من ثقافة وفكر يهودي وصهيوني.

## النشأة
ولد حسن ظاظا في القاهرة، وبعد دراسته للقرآن الكريم في الريف دخل التعليم النظامي، وحصل على الثانوية العامة، ثم التحق بجامعة القاهرة، حيث تخرج فيها بليسانس في اللغة العربية واللغات السامية عام 1941م. وفي عام 1944 حصل على الماجستير في الأدب العبري والفكر اليهودي من الجامعة العبرية بالقدس في فلسطين، ثم سافر إلى فرنسا حيث حصل على دبلوم الدولة العالي في الآثار وتاريخ الفن والحضارة من مدرسة اللوفر بباريس عام 1951. التحق بمدرسة اللغات الشرقية بباريس وحصل عام 1955 على دبلومها، ثم في عام 1958 على دكتوراه الدولة في الآداب من السوربون بجامعة باريس، بدرجة الشرف الأولى.
شغل في عام 1969 كرسي الدراسات اللغوية بجامعة الإسكندرية، ومارس التدريس بعدد من الجامعات العربية مثل: جامعة الرباط بالمغرب، وجامعة بيروت العربية بلبنان، وجامعات الموصل وبغداد والبصرة بالعراق، وجامعة الخرطوم وأم درمان بالسودان، وأخيرًا شغل منصب أستاذ فقه اللغة والدراسات العبرية بجامعة الملك سعود بالرياض بالمملكة العربية السعودية، واستمر في ذلك المنصب مدة اثني عشر عامًا. ترك التدريس بعد ذلك ليعمل مستشارًا في مركز الملك فيصل للبحوث والدراسات الإسلامية بالرياض.

## مؤلفاته
للدكتور ظـاظا عدد كبير من المؤلفات المتوزعة بين الدراسات اللغوية والبحوث المتصلة باليهود.
تضم الدراسات اللغوية ثلاثة كتب هي: 
- اللسان والإنسان
- الساميون ولغاتهم
- كلام العرب.

أما البحوث المتصلة باليهود فتمثلها كتبه:
- الفكر الديني اليهودي
- الشخصية الإسرائيلية
- أبحاث في الفكر اليهودي
- الصهيونية العالمية وإسرائيل (بالاشتراك).

هذا بالإضافة إلى عدد من المؤلفات باللغات العبرية والفرنسية والإنجليزية، والعديد من المقالات المتنوعة الاهتمامات التي نشرها على مدى خمسة عشر عامًا تقريبًا في صحيفة الرياض ومجلة الفيصل السعوديتين، والتي جمع تسعًا وعشرين منها في كتاب بعنوان الكشكول- هو عنوان زاويته الصحفية- صدر عام 1994.

الدكتور حسن ظاظا في أحد محاضراته في الرياض

## الوفاة
توفي 25 ذو الحجة 1419هـ ودُفن في مقبرة النسيم بالرياض